# Jean-Louis Crimon
Jean-Louis Crimon, né le 7 août 1949 à Corbie dans la Somme, est un écrivain français. Il est le fils de Georges Crimon (jardinier) et de Juliette Zanda (ouvrière dans le textile). Il est lui-même le père de Florence et François Crimon.

## Biographie
Jean-Louis Crimon est professeur d'économie familiale et sociale à Doullens de 1976 à 1977, puis professeur de philosophie à la cité scolaire d'Amiens de 1977 à 1979. 
En juillet 1979, il commence sa carrière de journaliste au Courrier picard qu'il quitte en 1983, pour travailler à Radio France Picardie comme journaliste jusqu'en 1992. Il est ensuite envoyé spécial permanent de Radio France à Copenhague, chargé de la couverture de l'actualité quotidienne des trois pays scandinaves (Danemark, Norvège et Suède), de la Finlande et des trois pays Baltes (Lituanie, Lettonie et Estonie). De 1995 à 2000, il exerce la fonction de directeur de Radio France Picardie.
De 2000 à 2002, il est grand reporter à France Culture. L'année suivante, il est présentateur du 22 h et du flash de minuit, puis jusqu'en 2006, présentateur des journaux de 7h et de 7h30. Enfin, de 2006 à 2009, il est rédacteur en chef de la nuit et présentateur du journal de 22h.
De mai 2010 à mai 2013, il est bouquiniste sur les quais de Seine, 41 quai de la tournelle.
De septembre 2011 à janvier 2012, il est professeur de français en Chine à Chengdu, à l'université normale du Sichuan,.

## Œuvres
- Les Gants d'Andersen, nouvelle, éditions Sansonnet, 1998.
- Verlaine avant-centre, roman, 180 pages, Le Castor astral, collection « Escales Du Nord », 2001  (ISBN 978-2859204396)
- Rue du Pré aux chevaux, roman, 144 pages, Le Castor astral, 2004  (ISBN 978-2859205386)
- Renaud, biographie, J'ai lu, Librio musique, 2004  (ISBN 978-2290337486)
- Renaud raconté par sa tribu, biographie (avec Thierry Séchan) Éditions de l'Archipel, 2006  (ISBN 978-2841878017)
- Oublie pas 36, roman, 224 pages, Le Castor astral, 2006  (ISBN 978-2859206437)
- Du côté de chez Shuang, roman, 192 pages, Le Castor astral, collection « Escales Des Lettres », 2014  (ISBN 978-2859209735)
- Je me souviens d'Amiens, 160 pages, Le Castor astral, 2017  (ISBN 979-1027801299)
- L'Hortillon des mots, 145 pages, Les Soleils Bleus, 2019  (ISBN 978-2-918148-23-4)

## Réception critique
- "La musique de sa fable a la légéreté d'un dribble, le déroulé de son récit la fraîcheur d'une contre-attaque. Lisez : vous applaudirez, les ballons comme les idées." Benoît Heimermann, L'Equipe. A propos de "Verlaine avant-centre".
- "L'auteur contrôle ses phrases à la manière d'un milieu de terrain doué pour les ouvertures lumineuses." Bernard Morlino dans LIRE.
- "On retrouve tout le caractère de Crimon dans son nouveau livre, une tempête d'émotion qui se jette sur nous pour se fracasser contre nos digues de protections dérisoires. Dans ce roman autobiographique sublimé par la poésie, il nous raconte l'histoire d'un homme qui préfère écrire un livre sur une femme plutôt que de coucher avec elle. Faire l'amour ? Il ne sait plus trop ce que cela veut dire. Alors, il choisit le livre. C'est dix fois plus beau comme cadeau que de se déshabiller pour la énième fois. Il rejoint dans cet exercice Tanizaki auteur de La confession impudique. Crimon, lui, a écrit La confession pudique." Bernard Morlino sur "Du côté de chez Shuang".

## Prix
- Prix Tristan-Bernard pour Verlaine avant-centre[3]
- Prix Bordelaise de Lunetterie pour Rue du Pré aux chevaux